# 외계행성 탐색시스템

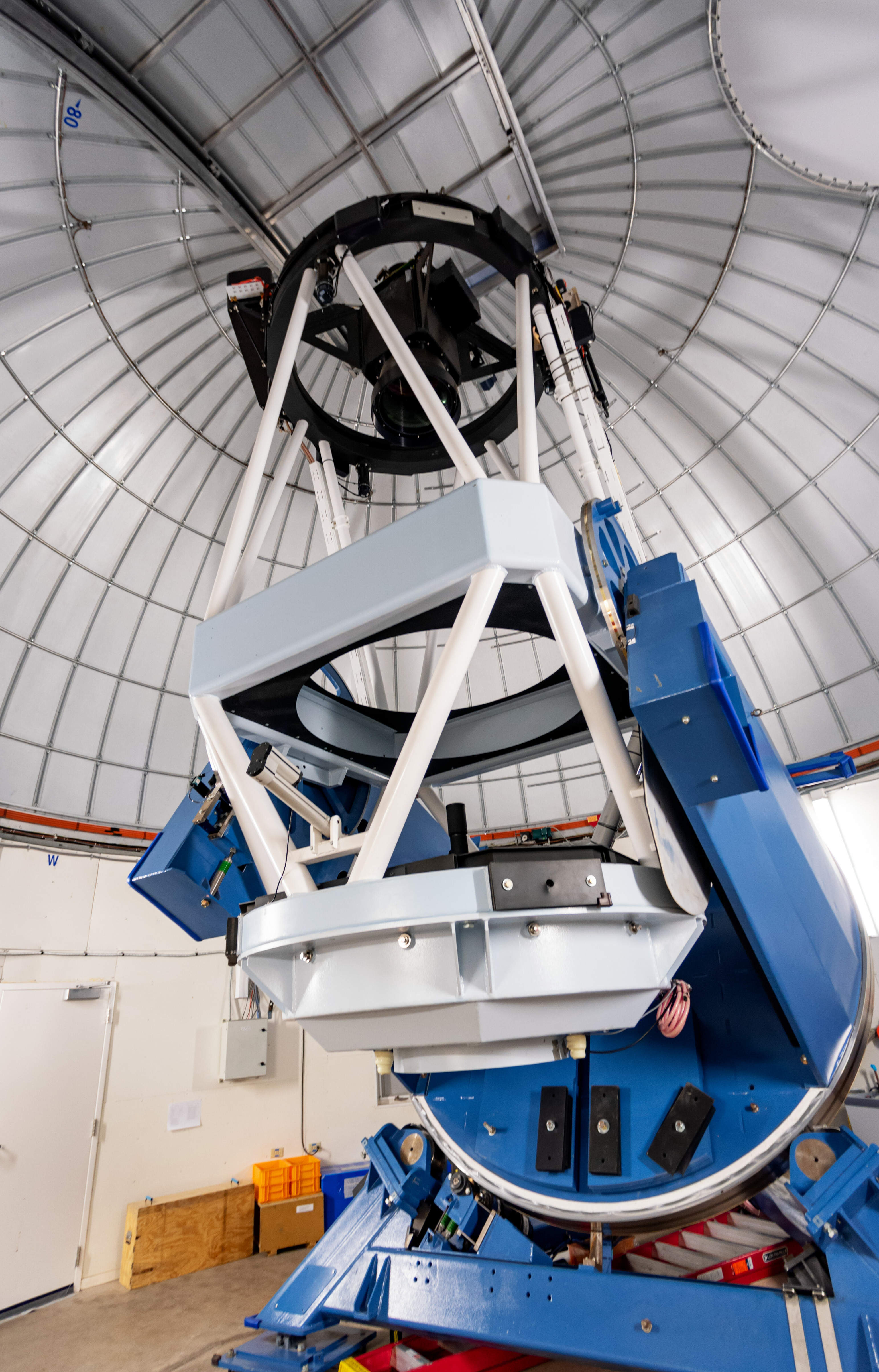
KMTNet, Cerro Tololo Inter-American Observatory

외계행성 탐색시스템(KMTNet, Korean Microlensing Telescope Network)은 대한민국 한국천문연구원이 주관하고 미래창조과학부(현 과학기술정보통신부)의 지원으로 2009년부터 추진하고 있는 천체관측 사업이다. 이는 대한민국이 기존 국가의 관측사업에 참여하는 것이 아니라 독자적으로 추진하는 형태이다.

## 상세
지구와 비슷한 외계행성을 발견하는 것이 주요 목적이나 초신성, 소행성, 외부은하 등의 연구도 함께 병행한다. 구체적인 관측소 위치는 아래와 같다.
- 칠레: 세로 토롤로 범미주천문대 (CTIO)
- 오스트레일리아: 사이딩 스프링 천문대 (SSO)
- 남아프리카공화국: 남아프리카 천문대 (SAAO)

3개국에 다중 설치하는 이유는 24시간동안 중단 없이 우리은하 중심부를 관측하기 위해서이다. 관측용 도구는 지름 1.6 미터 거울이 장착된 광시야망원경과 3.4억 화소의 초대형 모자이크 CCD 카메라이며, 행성 감지에 사용하는 기술은 미시중력렌즈법이다. 한국천문연구원은 시스템 구축을 통해 1년에 약 200개 정도의 신규 행성을 찾아낼 것으로 예측하였다. 하루에 생산 가능한 자료의 양은 600기가바이트로 1년 처리량은 500테라바이트에 이르며, 이는 연간 수 억 개 천체 자료를 데이터베이스로 구축 가능한 양이다. 기존 시스템이 2~4 시간에 1회 빈도로 관측자료를 얻었던 것에 비해 KMTNet은 10분에 1회 자료를 받는 수준으로 질적 향상을 보였다.

## 경과
2014년 7월 남아프리카공화국, 동년 9월 칠레, 10월 오스트레일리아에 각각 KMTNet 관측시설이 설치되었다. 2015년부터 본격적으로 관측활동을 시작했다. 같은 해 10월 2일 한국천문연구원에서 개소식이 열렸다. 같은 해 12월 1일, 외계행성 탐색시스템의 시험 관측 도중 얻어진 자료를 활용한 결과가 미국 천체물리학회지에 게재되었다.
2016년 7월 28일 한국천문연구원의 보도자료에 따르면 외계행성 탐색시스템을 이용해 2개의 외계행성(OGLE-2015-BLG-0954Lb 그리고 OGLE-2015-BLG-0051Lb)을 연속 발견했다고 한다. OGLE-2015-BLG-0954Lb는 목성 질량의 4배 정도 되는 행성으로 지구로부터 2,000광년 떨어져있으며, OGLE-2015-BLG-0051Lb는 목성 질량의 0.7배 정도의 질량을 가지며 지구로부터 27,000광년 떨어져있다. 이번 발표로 인해 몇몇 시민들은 외계행성 이름 명명법에 대한 의문을 가지게 됐고, 외계행성 명명법에 대한 한국천문연구원의 답변이다.
2017년 4월 27일, 한국천문연구원은 외계행성 탐색시스템과 미국항공우주국의 스피처 우주망원경의 공동 관측자료를 이용하여 질량 및 중심별로부터 거리가 지구와 비슷한 외계행성인 OGLE-2016-BLG-1195Lb을 발견했다고 보도했다. OGLE-2016-BLG-1195Lb은 지구로부터 13,000광년 떨어진 곳에 위치하고 있으며 지구 질량의 1.43배, 중심별로부터 1.16AU(천문단위) 만큼 떨어져서 공전하고 있다.
2017년 10월 19일 한국천문연구원의 보도자료에 따르면 외계행성 탐색시스템의 3대의 망원경을 이용하여 중력파 GW170817 의 기원이 되는 천체를 동년 8월 19일부터 약 3주 동안 추적 관측을 하였다고 한다. 중력파 신호는 8월 17일 오후 9시 41분(한국시간 기준) 미국의 라이고(LIGO)와 유럽의 비르고(Virgo)에서 검출되었다. 관측 자료는 중성자별 충돌 이후에 나타날 것으로 예측되었던 킬로노바 현상을 증명하는 연구에 중요하게 활용되었다.

## 대중문화
대한민국의 드라마 《별에서 온 그대》의 주인공 도민준의 고향 행성의 이름은 'KMT 184.05'이며 앞의 영문자는 이 사업명에서 따 온 것이다.

## 참고 문헌
1. 1 2 3  도민준의 고향 'KMT'는 '쌍둥이 지구' 찾는 국가 프로젝트, 이데일리, 2014-03-30 작성, 2015-04-29 확인.
2. 1 2  KMTNet 소개-개요[깨진 링크(과거 내용 찾기)], 2015-04-29 확인.
3. 1 2  한국의 ‘눈’으로 외계행성 찾는다, 동아일보, 2015-04-24 작성, 2015-04-29 확인.
4. ↑  "우리위성 우리가 관리한다" 1200억짜리 시스템 개발, 머니투데이, 2015-02-13 작성, 2015-04-29 확인.
5. ↑  '별그대' 김수현 고향별 실제로 있을까, 동아사이언스, 2014-01-19 작성, 2015-04-29 확인.
6. ↑  천문연 KMTNet 개발...외계행성 탐색 나서, etnews, 2015-10-01
7. ↑  Spitzer Microlens Measurement of a Massive Remnant in a Well-Separated Binary, The Astrophysical Journal, 2015-12-01
8. ↑  '제2의 지구' 찾는 외계행성탐색시스템(KMTNet), 외계행성 2개 연속 발견 - 탐색시스템 이용한 첫 번째 성과 획득 및 연구 본격 시동, 한국천문연구원 보도자료, 2016-07-28 작성, 2018-04-28 확인
9. ↑  A Super-Jupiter Microlens Planet Characterized by High-Cadence KMTNet Microlensing Survey Observations of OGLE-2015-BLG-0954, 한국천문학회지, 2016-04-27
10. ↑  OGLE-2015-BLG-0051/KMT-2015-BLG-0048Lb: A Giant Planet Orbiting a Low-mass Bulge Star Discovered by High-cadence Microlensing Surveys, The Asotronomical Journal, 2016-09-29
11. ↑  외계행성 탐색시스템(KMTNet), 지구질량 외계행성 발견 - NASA 스피처(Spitzer) 우주망원경과 공동 관측, 한국천문연구원 보도자료, 2017-04-26
12. ↑  'Iceball' Planet Discovered Through Microlensing 보관됨 2017-10-08 - 웨이백 머신, NASA/JPL-Caltech, 2017-04-26
13. ↑  An Earth-mass Planet in a 1 au Orbit around an Ultracool Dwarf, The Astrophysical Journal Letters, 2017-04-26
14. ↑  천체에서 오는 중력파와 감마선, X-선, 가시광선 등 전자기파 신호의 동시 관측 최초 성공, 한국천문연구원 보도자료, 2017-10-16
15. ↑  The X-ray counterpart to the gravitational-wave event GW170817, Nature, 2017-10-16
16. ↑  Distance and Properties of NGC 4993 as the Host Galaxy of the Gravitational-wave Source GW170817, The Astrophysical Journal Letters, 2017-10-26